# Ochyrocera corozalensis
Ochyrocera corozalensis là một loài nhện trong họ Ochyroceratidae. Loài này phân bố ở Venezuela.